# Dolichopeza (Nesopeza) pudibunda
Dolichopeza (Nesopeza) pudibunda is een tweevleugelige uit de familie langpootmuggen (Tipulidae). De soort komt voor in het Oriëntaals gebied.